# Messalla Vipstano Gallo
Messalla Vipstano Gallo (in latino: Messalla Vipstanus Gallus; 13 d.C. circa – dopo il 60 d.C.) è stato un politico, magistrato e senatore romano.

## Biografia
Fu un senatore romano che divenne console suffectus nel 48. J. Devrecker ha proposto che il suo nome fosse Gaius Messalla Vipstanus Gallus, anche se non tutti sono concordi su questa ipotesi.
Ronald Syme ha suggerito che Gallo fosse il figlio di Lucio Vipstano Gallo e di una Valeria Messalina, nipote di Marco Valerio Messalla Corvino, ma è possibile anche che fosse figlio del console suffetto del 18 Marco Vipstano Gallo. Suo fratello era Lucio Vipstano Poplicola, al quale successe nel consolato come suffectus nel 48.
Nel 53/54 Gallo fu legatus Augusti pro pretore di Pannonia, mentre nel 59/60 divenne governatore della provincia romana d'Asia.
Si crede, infine, che Gallo fosse il padre dell'oratore Vipstano Messalla, avuto da una matrona che aveva avuto da un precedente matrimonio il delatore Marco Aquilio Regolo.